# Stalingrad (film)
Stalingrad is een (anti)oorlogsfilm uit 1993 van regisseur Joseph Vilsmaier, gemaakt vanuit een Duits perspectief op de Tweede Wereldoorlog. De film speelt zich af in het jaar 1942. 
Net zoals in bijvoorbeeld Apocalypse Now en Platoon worden de gruwelen van de oorlog hier op een beeldende en ongeromantiseerde wijze neergezet. Een paar jaar na Stalingrad zou iets soortgelijks ook weer worden gedaan in Saving Private Ryan (een film van Spielberg).

## Verhaal
In augustus 1942 geniet een groep Duitse soldaten van hun verlof in Cervo, Ligurië, Italië. Eerder hebben ze gevochten in de Eerste Slag bij El Alamein, waar Unteroffizier Manfred "Rollo" Rohleder en Obergefreiter Fritz Reiser worden voorgesteld aan luitenant Hans von Witzland, hun nieuwe pelotonscommandant. Hun eenheid sluit zich aan bij Hauptmann Hermann Musk, waarna ze prompt naar het Oostfront worden gestuurd om daar te gaan vechten in de Slag om Stalingrad. 
Onder Musks leiding valt het Duitse peloton eerst een fabriek in Stalingrad aan. Na hevige vuurgevechten komt het dankzij Witzland tot een staakt-het-vuren, zodat de beide partijen de lichamen van hun gesneuvelden kunnen bergen en de gewonden kunnen verzorgen. Het staakt-het-vuren wordt weer verbroken door de soldaat "HGM" Müller. Tijdens de nieuwe gevechten neemt het Duitse peloton een Russische jongen genaamd Kolja gevangen, die een handgranaat wilde gooien. 
In hun schuilplaats in een verlaten gebouw worden de Duitse soldaten opnieuw door de Russen aangevallen. Witzland, Reiser, Rollo en de soldaten Emigholz en "GeGe" Müller vluchten naar het ondergrondse rioleringsstelsel. Kolja ontsnapt intussen. Witzland stuit even later in zijn eentje op een Russische soldate genaamd Irina, die zegt dat ze hem zal redden waarna ze hem in het water duwt en vlucht. Emigholz raakt intussen zwaargewond aan een been, waarna hij korte tijd later in het lazaret overlijdt. Even later worden de anderen gearresteerd door kapitein Haller, met wie Witzland eerder een aanvaring had over de manier waarop Russische krijgsgevangenen worden behandeld. Ze worden naar een strafbataillon gestuurd.
Enkele weken later, als het inmiddels winter is, wordt tijdens Operatie Uranus het 6e Leger omsingeld. De soldaten in het strafbataljon moeten op bevel van Musk opnieuw naar het front. Er volgt een keihard en zeer bloederig gevecht met meerdere zware Russische T-34-tanks, waarbij de Duitsers zware verliezen lijden maar winnen. Haller geeft hierna aan Witzland en diens mannen het bevel om een groep vermeende Russische saboteurs te executeren, onder wie ook Kolja. Fritz Reiser protesteert, maar moet uiteindelijk toch gehoorzamen. 
Witzland, Reiser en "GeGe" Müller zijn door alles wat er is gebeurd nu zo ontdaan en uitgeput dat ze besluiten om te deserteren. Ze gaan naar de luchthaven Pitomnik, in de hoop vanaf daar terug te kunnen vliegen naar Duitsland. Onderweg weten ze medische hulpmiddelen te bemachtigen die ze vinden bij de lichamen van gesneuvelde soldaten. Op Pitomnik worden ze echter geweigerd, alleen officieren mogen namelijk aan boord.
De soldaten keren terug naar hun onderkomen, waar Musk inmiddels een loopgraafvoet heeft.  Dan is ook kapitein Haller weer ter plekke. Hij schiet Gégé per ongeluk dood waarna hij zelf wordt doodgeschoten door Otto, een van de onderofficieren. 
In de kelder treffen de overgebleven soldaten een voorraad voedsel en drank aan. Ook treft Witzland Irina weer aan, die aan een bed is vastgebonden. Irina vraagt Witzland om haar dood te schieten, waarop hij haar een pistool geeft en zegt dat ze het zelf moet doen, maar Inina kan zich niet hiertoe brengen. Otto schiet zichzelf intussen door het hoofd, terwijl de andere soldaten nog steeds genieten van de luxe die ze hebben aangetroffen. Inmiddels is het Rode Leger nabij en de Duitsers moeten zich overgeven. Musk overlijdt, terwijl hij al ijlend nog opdracht geeft om opnieuw aan te vallen. 
Met hulp van Irina weten Witzland en Reiser als enigen te ontkomen, maar dan wordt Irina doodgeschoten door een groep Russische soldaten. Witzland raakt gewond en overlijdt even later in de armen van Reiser, die zelf ten slotte in de winterkou doodvriest.

## Rolverdeling
| Acteur             | Personage                                                       |
| ------------------ | --------------------------------------------------------------- |
| Thomas Kretschmann | Luitenant Hans von Witzland                                     |
| Dominique Horwitz  | Obergefreiter Fritz Reiser                                      |
| Jochen Nickel      | Onderofficier Manfred "Rollo" Rohleder                          |
| Sebastian Rudolph  | Soldaat "GeGe" Müller                                           |
| Dana Vávrová       | Irina                                                           |
| Martin Benrath     | Generaal-majoor Hentz (gebaseerd op Generaloberst Walter Heitz) |
| Sylvester Groth    | Onderofficier Otto                                              |
| Karel Hermánek     | Kapitein Hermann Musk                                           |
| Heinz Emigholz     | Edgar Emigholz                                                  |
| Ferdinand Schuster | Double Edgar                                                    |
| Oliver Broumis     | Soldaat "HGM" Müller                                            |
| Dieter Okras       | Kapitein Haller                                                 |
| Zdenek Vencl       | Gefreiter Wölk                                                  |
| Mark Kuhn          | Onderofficier Pflüger                                           |
| Thorsten Bolloff   | Soldaat Feldmann                                                |
| Alexander Wachholz | Pfarrer (priester) Renner                                       |
| J. Alfred Mehnert  | Oberleutnant Lupo                                               |
| Ulrike Arnold      | Viola                                                           |
| Christian Knoepfle | Soldaat Dieter                                                  |
| Flip Cap           | Ludwig                                                          |
| Jaroslav Tomsa     | Opa Erwin                                                       |
| Pavel Mang         | Kolja                                                           |
| Otto Sevcík        | Majoor Kock (als Oto Sevcik)                                    |
| Jophi Ries         | Schröder                                                        |

## Achtergrond
De film is op verschillende locaties opgenomen, waaronder Finland, Italië en Tsjechië.